# Una pioggia di comete
Una pioggia di comete è un brano musicale scritto e prodotto da Diego Calvetti, composto da Emiliano Cecere ed interpretato dalla cantante italiana Loredana Errore, estratto come primo singolo dal suo secondo album, Pioggia di comete, uscito il 28 agosto 2012.
Il brano, pubblicato dalla casa discografica Sony Music, è in rotazione radiofonica dal 20 luglio 2012 ed in contemporanea disponibile per il download digitale.

## Tracce
Download digitale
1. Una pioggia di comete – 3:41 (testo: Diego Calvetti – musica: Emiliano Cecere)

## Classifiche
| Classifica (2012) | Posizione |
| ----------------- | --------- |
| Italia            | 44        |